# Yaro (rappeur)
Ne doit pas être confondu avec Dr. Yaro & La Folie.
Yaro, anciennement appelé Sirsy, né en 1996 est un rappeur et chanteur français .

## Biographie
Yaro naît en 1996. Il est originaire de Yerres dans l'Esonne,,,.

## Vie privée
Ninho (William Nzobazola) est son ami d'enfance.

## Discographie

### Albums
EP

### Singles
- 2018 : Bucci night (feat. Ninho) Platine[6]
- 2020 : Mec de cité (feat. Ninho & PLK) Or[6]
- 2020 : Dios mio (feat. Ninho) Or[6]
- 2022 : Dernier étage (feat. Ninho) Platine[6]